# Anielskie rozmowy
Anielskie rozmowy (ang. The Angelic Conversation) – brytyjski dramat filmowy z 1985 roku w reżyserii Dereka Jarmana. Obraz powstał w związku z fascynacją Jarmana homoerotyzmem w sonetach Williama Shakespeare'a.

## Obsada
- Judi Dench – Narrator
- Dave Baby
- Timothy Burke
- Simon Costin
- Christopher Hobbs
- Philip McDonald
- Toby Mott
- Steve Randall
- Robert Sharp
- Tony Wood
- Paul Reynolds
- Phillip Williamson